# Neviana Vladinova
Neviana Stanimirova Vladinova, née le 23 février 1994 à Pleven, est une gymnaste rythmique bulgare. 

## Palmarès

### Championnats du monde
- Sofia 2018
  -  Médaille d'argent par équipe.
- Pesaro 2017
  -  Médaille de bronze au ballon.

### Championnats d'Europe
- Bakou 2019
  -  Médaille de bronze par équipe.
- Budapest 2017
  -  Médaille de bronze au ruban.
  -  Médaille de bronze par équipe.